# El Cid (filme)
El Cid (bra/prt: El Cid) é um filme épico de 1961 que conta a história romanceada da vida do cristão e maior herói do Reino de Castela, o cavaleiro Don Rodrigo Díaz de Bivar (Vivar), chamado de "El Cid" (do árabe as-Sidi, que significa "O Senhor"), que, no século XI, lutou contra o norte-africano Ibn Yussuf, da dinastia dos Almorávidas e, finalmente, contribuiu para a unificação da Espanha. O filme é estrelado por Charlton Heston no papel-título e Sophia Loren como Doña Ximena.
Produzido por Samuel Bronston Productions em associação com Dear Film Production e lançado nos Estados Unidos por Allied Artists Pictures Corporation, o filme foi dirigido por Anthony Mann e produzido por Samuel Bronston com Jaime Prades e Michal Waszynski como produtores associados. O roteiro foi de Philip Yordan, Ben Barzman e Fredric M. Frank a partir de uma história de Frank. A trilha sonora foi de Miklós Rózsa, a cinematografia realizada por Robert Krasker e a edição por Robert Lawrence.

## Enredo
O general Ibn (pronuncia-se Ben) Yussuf (Herbert Lom) da dinastia dos Almorávidas convocou todos os Emires de Al-Andalus para o Norte de África e castiga-os por sua complacência com os infiéis e revela seu plano para dominar o mundo islâmico.
Mais tarde, durante o caminho para cumprir seus votos de noivado com Doña Ximena (Sophia Loren), o herói Don Rodrigo (Charlton Heston) envolve-se em uma batalha contra o exército mouro. Dois dos emires, Al-Mu'tamin (Douglas Wilmer) de Zaragoza e Al-Kadir (Frank Thring) de Valência, são capturados, mas Rodrigo liberta-os na condição de prometerem nunca mais atacar as cercanias de rei Ferdinand de Castela (Ralph Truman). Assim os emires proclamam-no "El Cid" (castelhano espanhol para pronúncia árabe de Senhor: "Al Sidi") e juram amizade a ele.
Por este ato de misericórdia, Don Rodrigo é acusado de traição contra o rei pelo conde García Ordóñez (Raf Vallone), e mais tarde pelo pai de Ximena, Gormaz de Oviedo (Andrew Cruickshank). Por esse motivo o pai de Rodrigo, Don Diego (Michael Hordern), declara Gormaz e Ordóñez mentirosos. Gormaz atinge Don Diego com uma luva para desafiar o velho homem a um duelo.

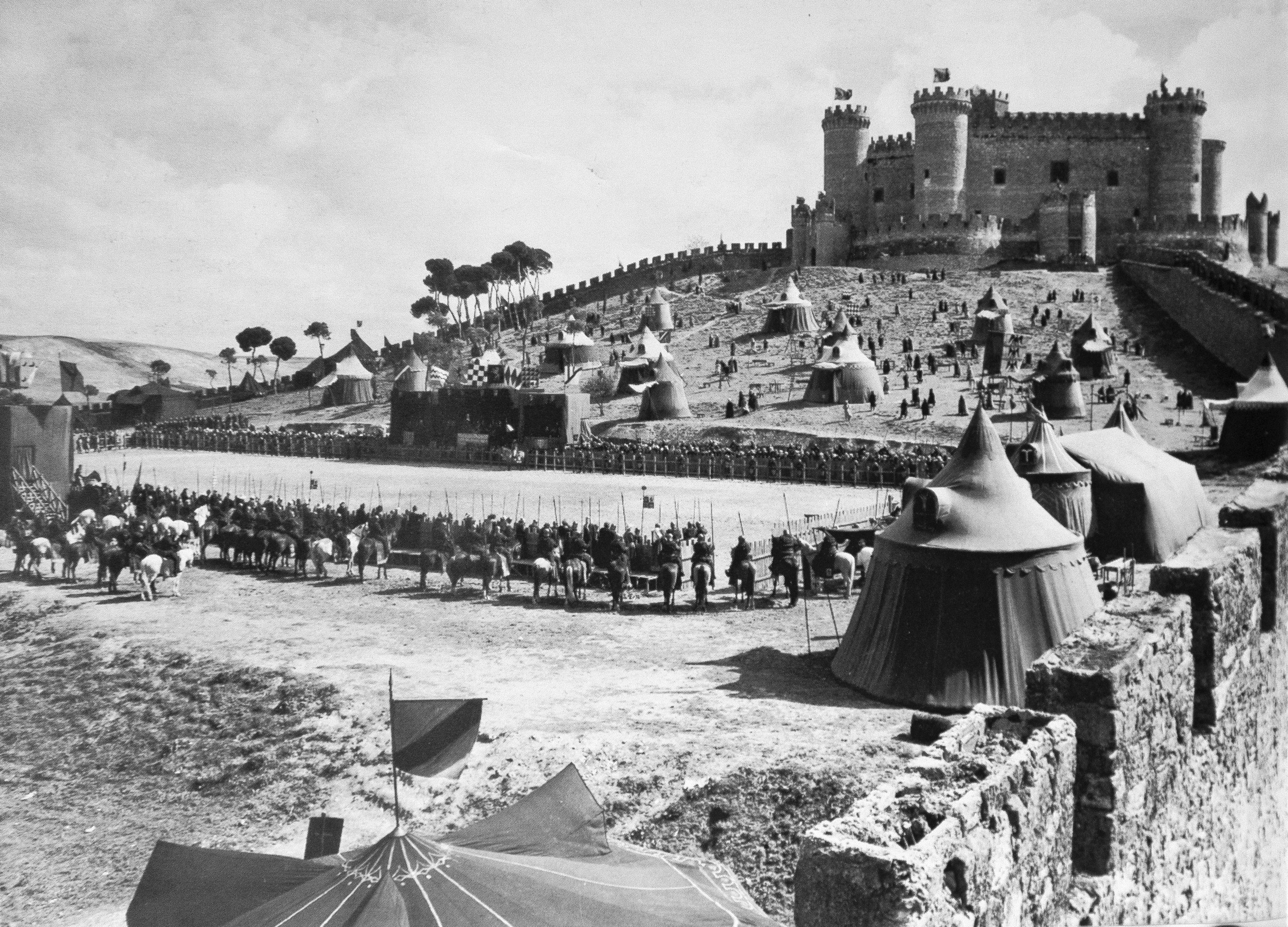
Combate pelo controle da cidade de Calahorra

Rodrigo chega a implorar a Gormaz (que é o Campeão do Rei) para retirar o desafio, porém ele se recusa e Rodrigo mata-o por este duelo. Gormaz, ferido mortalmente, clama por Ximena, e, como último desejo, pede que ela que se vingue de seu assassino, o seu próprio noivo. Rodrigo, em seguida, reclama para si o manto de Campeão do Rei em um único combate pelo controle da cidade de Calahorra, que ele ganha. Rodrigo é enviado em uma missão para recolher o tributo de vassalos mouros da coroa castelhana, mas Ximena, em aliança com o conde Ordóñez, se juntam para tentar matá-lo. Rodrigo e seus homens são emboscados, mas são salvos pelo Emir Al-Mu'tamin, um dos pares a quem mostrou misericórdia no início da história. Voltando para casa, sua recompensa é a mão de Ximena em casamento. Mas o casamento não se consuma e ela desloca-se para um convento.
Com a morte do rei Fernando, o reino é dividido entre seus filhos, mas seu filho mais velho, príncipe Sancho (Gary Raymond), a quem foi dado o reino de Castela, age para tornar-se o rei do reino unificado. Ao filho mais novo, Príncipe Alfonso (John Fraser), foi prometido o trono de León, e à sua irmã, a princesa Urraca (Geneviève Page) foi dado o trono da cidade de Calahorra. Diante das tentativas de Sancho de dominar todo o reino, a princesa Urraca envolve-se em um plano para seu assassinato. Na coroação de Alfonso, El Cid o faz jurar sobre a Bíblia que ele não tinha parte na morte de seu irmão. Como ele não tinha parte nisso (já que sua irmã era responsável), ele jura e faz Rodrigo ser banido por seu atrevimento. O amor de Ximena para El Cid reacendeu. Ela o acompanha em seu banimento[carece de fontes?].
Mas Rodrigo é posto em serviço por outros combatentes espanhóis exilados para o serviço do rei em proteger Castela do exército norte-Africano de Yussuf em uma batalha na planície de Sagrajas. Rodrigo não se junta ao rei, mas alia-se com os emires que lutam em Valência, onde Rodrigo alivia a cidade do ímpio Emir de Al-Kadir, que o traiu[carece de fontes?].
Em represália por sua desobediência, o rei Alfonso aprisiona D. Ximena e as filhas gêmeas de El Cid.
Ordóñez traz Ximena de onde o rei a tinha aprisionado com suas filhas e juntam-se a Rodrigo nas proximidades Valência. Valência cai e o Emir Al-Mu'tamin juntamente com o exército de Rodrigo e os valencianos oferecem a coroa a Rodrigo, "El Cid", mas ele se recusa e envia a coroa para o Rei Alfonso. Rodrigo então repele o exército do invasor de Ben Yussuf, mas é ferido em batalha por uma flecha da vitória final. Se a flecha fosse removida, ele seria incapaz de levar seus combatentes, mas ele teria uma chance de recuperação. El Cid obtém uma promessa de Ximena de não retirar a flecha, optando por montar em seu cavalo e lutar, ferido ou morto. O Rei Alfonso chega em seu leito e pede seu perdão[carece de fontes?].
Rodrigo, El Cid, morre, e assim seu corpo é preso na cela de seu cavalo e enviado à frente de seu exército com o rei Alfonso e Emir Al-Mu'tamin montados em ambos os lados. Quando o exército de Yussuf vê-o com os olhos ainda em aberto, eles acreditam que o fantasma de El Cid voltou dos mortos. Babieca, seu cavalo, atropela e mata Ben Yussuf, que está apavorado demais para lutar. O exército norte-Africano invasor é esmagado. O rei Alfonso leva mouros e cristãos em uma oração "para o cavaleiro mais puro de todos"[carece de fontes?].

## Elenco principal
- Charlton Heston como El Cid
- Sophia Loren como Doña Ximena
- Herbert Lom como Ben Yussuf
- Raf Vallone como García Ordóñez

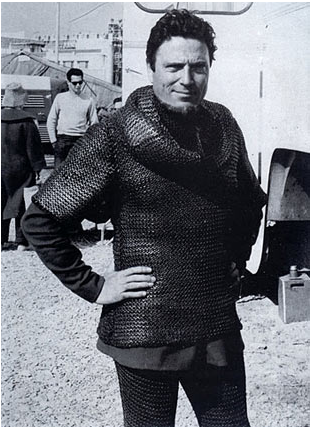
Raf Vallone interpretando Garcia Odóñez

- Geneviève Page como Doña Urraca (irmã de Alfonso VI)
- John Fraser como Alfonso VI (rei de Castela)
- Douglas Wilmer como Al-Mu'tamin (Emir de Zaragoza)
- Frank Thring como Al-Kadir (Quadir) (Emir de Valência)
- Michael Hordern como Don Diego (pai de Rodrigo)
- Andrew Cruickshank como Conde Gormaz (pai de Jimena)
- Gary Raymond como o príncipe Sancho, o primeiro nascido de D. Fernando
- Ralph Truman como Rei Ferdinand
- Massimo Serato como Álvar Fáñez (sobrinho de Rodrigo)
- Hurd Hatfield, como Arias
- Tullio Carminati como Al-Jarifi
- Fausto Tozzi como Dolfos
- Christopher Rhodes como Don Martin
- Carlo Giustini como Bermudez
- Gerard Tichy como Rei Ramirez
- Barbara Everest como Madre Superiora
- Katina Noble como Nun
- Nerio Bernardi como Soldado (creditado no filme como Nélio Bernardi)
- Franco Fantasia como soldado

## Pré-produção

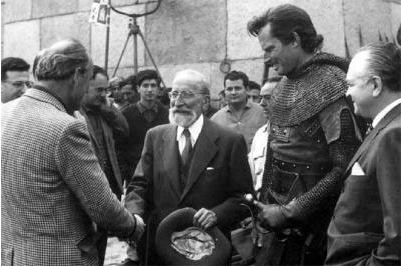
Ramón Menéndez Pidal com El Cid (Charlton Heston)

Sophia Loren recebeu US$200 000 para o trabalho de 10 semanas; o produtor Samuel Bronston também concordou em pagar US$200 por semana para o seu cabeleireiro
Ramón Menéndez Pidal, uma autoridade espanhola sobre El Cid e Espanha na Idade Média, era o conselheiro histórico para o cinema e para a interpretação do herói como apresentado por Charlton Heston.

## Produção
A revista Time forneceu alguns detalhes da produção:
"Inevitavelmente, o filme é colossal - ele funciona por 3 horas e 15 minutos (incluindo intervalos), custou US$6 200 000, empregou uma tela widescreen com um processo especial de cor, 7 mil figurantes, 10 mil figurinos, 35 navios, 50 grandes engenhos de guerras medievais, e quatro dos mais nobres e antigos castelos da Espanha: Ampudia, Belmonte, Peníscola e Torrelobatón. Ampudia aparece como a aldeia invadida no início do filme, Torrelobatón como a cidade natal de El Cid, o Castelo de Belmonte aparece como Calahorra, e Peníscola e Castelo de Bamburgh como Valência."

### Locais de filmagem
El Cid foi filmado principalmente em locações na Espanha, mas algumas cenas de estúdio foram filmadas na Roma, para obter o estatuto de co-produção. Um avião Iberia supostamente é visto no fundo durante as cenas de batalha Valência.

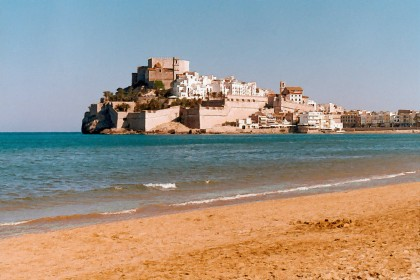
A Cidade Velha de Peníscola

- Praia de Bamburgo, Northumberland, Inglaterra[8]
- Calahorra, Logroño, La Rioja, Espanha.[8]
- Madri, Espanha.[8]
- Manzanares, Ciudad Real, Castilla-La Mancha, Espanha.[8]
- Peñíscola, Castellón, Comunidad Valenciana, Espanha.[8]
- Roma, Lazio, Itália.[8]
- Toledo, Castilla-La Mancha, Espanha.[8]
- Valladolid, Castilla y León, Espanha.[8]

## Prêmios e indicações

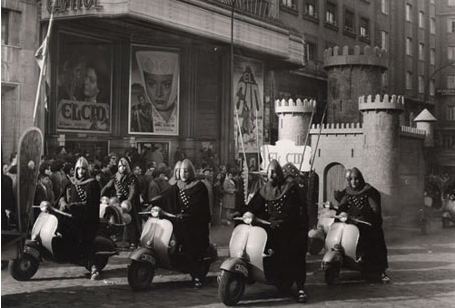
Imagem ligada a estreia do filme na Espanha

### Directors Guild of America (DGA)
Direção (Outstanding Directorial Achievement in Motion Pictures)
- Indicado, Anthony Mann.[9]

### Globo de Ouro1962
Cinema - Filme - Drama
- Indicado El Cid

Cinema - Trilha Sonora
- Indicado, Miklós Rózsa.

Diretor
- Indicado, Anthony Mann (Melhor Diretor de Movimento de Imagem).

Prêmio Especial (Documentário)
- Vencedor, Samuel Bronston

### Oscar1962 (EUA)
Canção
- Indicado, Miklós Rózsa Pela canção "Love Theme from El Cid (The Falcon and the Dove)".
- Indicado, Paul Francis Webster Pela canção "Love Theme from El Cid (The Falcon and the Dove)".

Direção de Arte - Decoração de Cenários, Colorido
- Indicado, Veniero Colasanti.
- Indicado, John Moore

Trilha Sonora (Drama ou Comédia).
- Indicado, Miklós Rózsa para Música Original e Melhor Canção.[9]

### British Society of Cinematographers 1961
Prêmio de Melhor Direção de Fotografia
- Robert Krasker

### Golden Reel Award 1962
Motion Picture Editors Sound
- Verna Campos

## Ficção e realidade

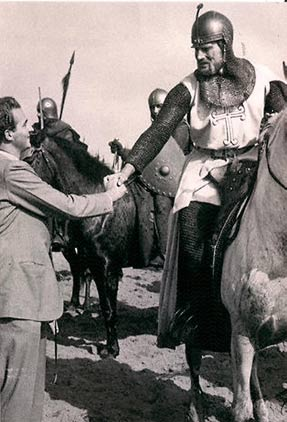
Príncipe Juan Carlos e El Cid

Todo o contexto da vida do Rodrigo histórico, tanto quanto se sabe, difere muito do El Cid do poema de Cantar de Mio Cid Mio Cid e do filme de Anthony Mann.
O filme inicia-se com Rodrigo Diaz de Vivar recusando-se a entregar, ao Rei Fernando I de Castela, Leão e Astúrias, cinco Emires de taifas, os quais ele teria capturado depois dos mesmos atacarem o território cristão sob pressão de Ben Yussuf. Pela virtude revelada ao poupar-lhes a vida e restituir-lhes a liberdade, o Emir de Saragoça, que no filme tem o nome de Mutamin, apelida Rodrigo de Cid, ou Senhor. Historicamente observando, neste período, o rei da taifa de Saragoça era Amade Almoctadir e será muito mais tarde o seu sucessor Al-Mutamin, que o contratará como mercenário para proteger Saragoça do reino de Aragão.
Nas cenas subsequentes, para vingar uma ofensa feita ao seu pai, Rodrigo vê-se obrigado a  interpelar o Conde Gomez de Oviedo, pai de Jimena (Ximena ou Chimène), a sua noiva, pedindo a este que se retratasse, por ter chamado seu pai de mentiroso na presença de toda a Corte, no que o Conde se recusa por puro orgulho, quando então os dois duelam e Rodrigo mata o Conde de Oviedo. Também aqui e de acordo com Ian Michael, trata-se de uma das lendas nascidas já no fim do século XIV que exageravam a imagem de El Cid.
No filme, após lutar pela cidade de Calahorra, e em combate provar que não havia cometido traição, em seguida seria nomeado Campeão do Rei, e no papel de experiente combatente, dirige uma expedição militar em que é acompanhado pelo quase adolescente Infante D. Sancho. O contexto histórico conta-nos tratar da Batalha de Graus que no complicado jogo político ibérico que vai muito além da oposição entre cristãos e muçulmanos foi organizada para auxiliar Amade Almoctadir de Saragoça contra Ramiro I de Aragão. Rodrigo, que de fato teria acompanhado D. Sancho nesta época não teria mais do que quinze anos. O desencontro entre o mito e a história continua ao longo do filme, tendo talvez como maiores discrepância o momento da coroação de D. Afonso depois da morte do irmão D. Sancho, em que Rodrigo o força a jurar não ter parte na morte do irmão, fato que ultrapassa o próprio mito, uma vez que mesmo na lenda do Juramento de Santa Gádea, este juramento nunca foi imposto por Rodrigo.
No final Ibn (Bem) Yussuf desembarca nas praias de Valência e cerca a cidade, El Cid tendo sido ferido na batalha, retira-se e regressa ao interior da cidade fortificada. Embora ferido gravemente, no dia seguinte é colocado já morto sobre o seu cavalo Babieca e quando os almorávidas, julgando-o morto, o vêem sobre o seu cavalo, fogem descontroladamente para os navios, deixando o combate. Ainda aqui relata-nos o texto de Ian Michael ser esta mais um dos mitos para o engrandecimento de El Cid criados no final do século XIV. A morte do campero, na realidade foi ocasionada alguns anos depois desta batalha retratada no filme, que teria sido em 1094, após outra incursão em 1097, onde Rodrigo teria vencido, juntamente com o rei de Aragão.

## Blu-ray
A ClassicLine (distribuidora independente brasileira) se especializou em lançar títulos antigos e clássicos no Brasil, e no final de 2011 assumiu o mercado de Blu-ray. El Cid era disponibilizado em forma de DVD com condições precárias (em termos de apresentação e qualidade técnica) em letterbox 4:3. Com o lançamento do Blu-ray em 2012, pôde-se observar um upgrade de qualidade. Nestas condições, a distribuidora também relançou o filme em DVD, provavelmente empregando a mesma transferência anamórfica do BD.
Tanto DVD como Blu-ray foram lançados em embalagem simples, um estojo Keep case padrão.
O filme foi rodado no aspect ratio 2.75:1, e a transferência widescreen anamórfica 1080p/AVC MPEG-4, e anatemizando as edições europeias (o filme é inédito em Blu-ray nos EUA) que se encontram na proporção 2.35:1. Ou seja, apesar de haver informações de que o formato de tela original foi respeitado, as tarjas pretas horizontais da imagem foram minimizadas, desencadeando a perda de informações visuais nas bordas laterais configurando a alteração no seu formato original de tela.
A versão brasileira do filme ao que tudo indica replica a transfer alemã (preservando os interlúdios musicais do filme: “Overture”, “Intermission” e “Exit music”). O nível de detalhes e nitidez, na maior parte dos quadros são muito bons com cores estáveis e firmes. Porém, danos na película são percebidos em eventuais instantes e/ou em outros momentos os níveis de preto nem sempre são consistentes.
Com a granulação abaixo do normal e a falta de ajustes finos em determinados close-ups faciais, percebe-se a aplicação moderada de Digital Noise Reduction. Apesar disso, foi preservada qualidade suficiente para tornar a melhor apresentação visual que este épico já recebeu.
A condição do áudio é bem inferior à visual. A faixa lossless original em inglês DTS-HD MA 5.1 possui boa fidelidade, porém demonstra o peso dos anos através de um dynamic range muito discreto, com muito espaço para distorção e graves. O único momento do filme onde se pode perceber a existência do subwoofer foi na cena do atentado à vida do Príncipe Sancho, que é acompanhada pelo som de trovões, sem isso o som fica limitado praticamente aos canais frontais, onde o efeito estéreo é notado praticamente apenas na partitura de Miklos Rozsa. Os efeitos de surround são discretíssimos, aparecendo apenas em alguns momentos de combate. A dublagem em português é a original da TV em Monoaural (mono) e em Dolby 2.0 As únicas legendas disponíveis são português. Os menus pop up e principal também estão em português.
O filme pode ser visto na plataforma de streaming Oldflix.